# Hombourg (Haut-Rhin)
Pour les articles homonymes, voir Hombourg.
Hombourg [ɔ̃buʁ]  est une commune française de la région mulhousienne, située dans la circonscription administrative du Haut-Rhin et, depuis le 1er janvier 2021, dans le territoire de la Collectivité européenne d'Alsace, en région Grand Est.
Cette commune se trouve dans la région historique et culturelle d'Alsace.

## Géographie
Le Pays de la région mulhousienne regroupe des communes issues de trois régions naturelles alsaciennes : l'Ochsenfeld, le nord Sundgau et la Hardt. Hombourg est majoritairement située sur cette dernière.
|          | Ottmarsheim  | Le Rhin                         |
| Rixheim  | Hombourg     | Neuenburg am Rhein ( Allemagne) |
| Habsheim | Petit-Landau | Le Rhin                         |

### Hydrographie

#### Réseau hydrographique
La commune est dans le bassin versant du Rhin au sein du bassin Rhin-Meuse. Elle est drainée par le Grand canal d'Alsace, le Rhin, le canal de Neuf-Brisach, le canal d'Irrigation de la Hardt et la rigole d'Ottmarsheim,,.
Le Grand canal d'Alsace, d'une longueur de 93 km, prend sa source dans la commune de Schœnau et se jette  dans le Rhin à Erstein, après avoir traversé 31 communes. 
Le Rhin, long de 1 233 km est le plus long fleuve se déversant dans la mer du Nord et de l'une des voies navigables les plus fréquentées du monde. Il traverse la Suisse, l'Autriche, l'Allemagne et les Pays-Bas et marque la frontière entre l'Allemagne et la France. 
Le canal de Neuf-Brisach, d'une longueur de 35 km, est un canal, chenal non navigable qui relie la commune de Biesheim à Kunheim, où il se jette dans le canal du Rhône au Rhin. 

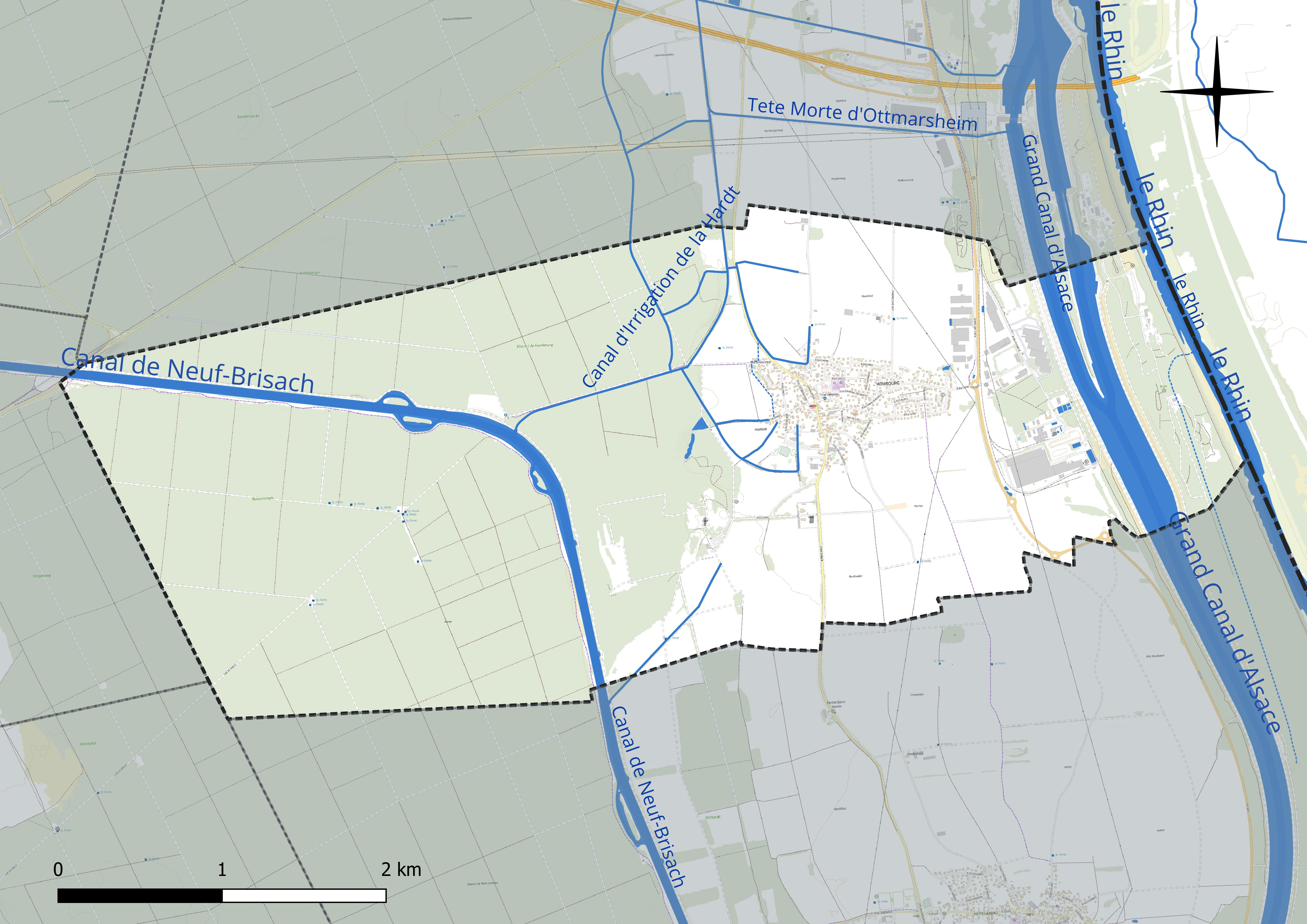
Réseau hydrographique de Hombourg.

Le canal d'irrigation de la Hardt, d'une longueur de 30 km, est un canal, chenal non navigable qui relie la commune  à Algolsheim, où il se jette dans le canal du Rhône au Rhin. 

#### Gestion et qualité des eaux
Le territoire communal est couvert par le schéma d'aménagement et de gestion des eaux (SAGE) « Ill Nappe Rhin ». Ce document de planification concerne la nappe phréatique rhénane, les cours d'eau de la plaine d'Alsace et du piémont oriental du Sundgau, les canaux situés entre l'Ill et le Rhin et les zones humides de la plaine d'Alsace. Le périmètre s’étend sur 3 596 km2. Il a été approuvé le 17 janvier 2005. La structure porteuse de l'élaboration et de la mise en œuvre est la région Grand Est. 
La qualité des cours d’eau peut être consultée sur un site dédié géré par les agences de l’eau et l’Agence française pour la biodiversité. 

### Climat
Pour des articles plus généraux, voir Climat du Grand Est et Climat du Haut-Rhin.
En 2010, le climat de la commune est de type climat océanique altéré, selon une étude du Centre national de la recherche scientifique s'appuyant sur une série de données couvrant la période 1971-2000. En 2020, Météo-France publie une typologie des climats de la France métropolitaine dans laquelle la commune est exposée à un climat semi-continental et est dans la région climatique  Alsace, caractérisée par une pluviométrie faible, particulièrement en automne et en hiver, un été chaud et bien ensoleillé, une humidité de l’air basse au printemps et en été, des vents faibles et des brouillards fréquents en automne (25 à 30 jours). 
Pour la période 1971-2000, la température annuelle moyenne est de 10,3 °C, avec une amplitude thermique annuelle de 18 °C. Le cumul annuel moyen de précipitations est de 653 mm, avec 7,8 jours de précipitations en janvier et 9,1 jours en juillet. Pour la période 1991-2020, la température moyenne annuelle observée sur la station météorologique de Météo-France la plus proche, « Mulhouse », sur la commune de Mulhouse à 12 km à vol d'oiseau, est de 11,1 °C et le cumul annuel moyen de précipitations est de 747,6 mm. 
La température maximale relevée sur cette station est de 39,4 °C, atteinte le 13 août 2003 ; la température minimale est de −21,5 °C, atteinte le 10 février 1956,,. 
Les paramètres climatiques de la commune ont été estimés pour le milieu du siècle (2041-2070) selon différents scénarios d'émission de gaz à effet de serre à partir des nouvelles projections climatiques de référence DRIAS-2020. Ils sont consultables sur un site dédié publié par Météo-France en novembre 2022.

## Urbanisme

### Typologie
Au 1er janvier 2024, Hombourg est catégorisée bourg rural, selon la nouvelle grille communale de densité à sept niveaux définie par l'Insee en 2022.
Elle est située hors unité urbaine. Par ailleurs la commune fait partie de l'aire d'attraction de Mulhouse, dont elle est une commune de la couronne,. Cette aire, qui regroupe 132 communes, est catégorisée dans les aires de 200 000 à moins de 700 000 habitants,.

### Occupation des sols
L'occupation des sols de la commune, telle qu'elle ressort de la base de données européenne d’occupation biophysique des sols Corine Land Cover (CLC), est marquée par l'importance des forêts et milieux semi-naturels (54,4 % en 2018), en diminution par rapport à 1990 (63,4 %). La répartition détaillée en 2018 est la suivante : 
forêts (50,6 %), terres arables (24,3 %), espaces verts artificialisés, non agricoles (8,4 %), zones industrielles ou commerciales et réseaux de communication (5,6 %), zones urbanisées (3,9 %), milieux à végétation arbustive et/ou herbacée (3,7 %), eaux continentales (3,5 %). L'évolution de l’occupation des sols de la commune et de ses infrastructures peut être observée sur les différentes représentations cartographiques du territoire : la carte de Cassini (XVIIIe siècle), la carte d'état-major (1820-1866) et les cartes ou photos aériennes de l'IGN pour la période actuelle (1950 à aujourd'hui).

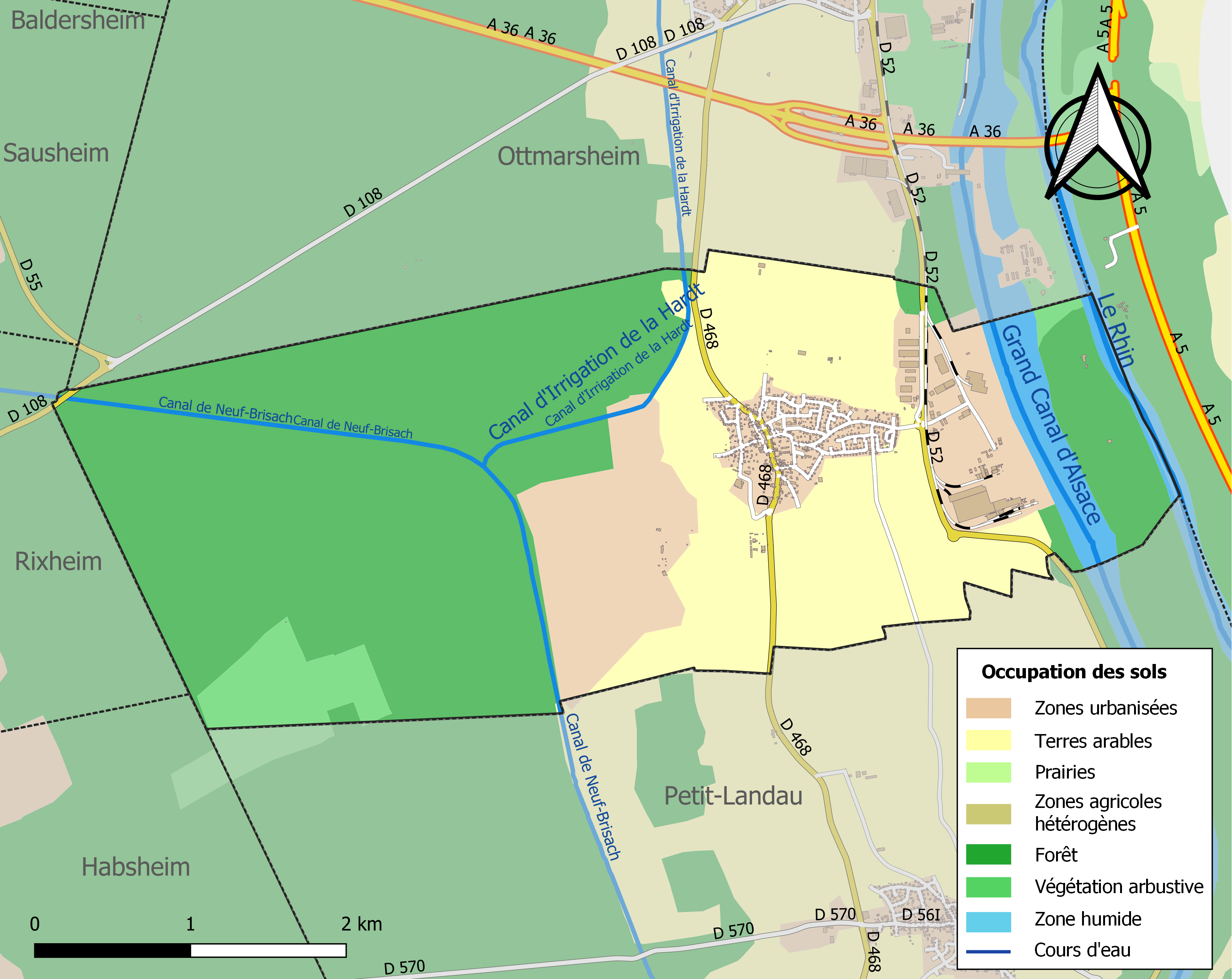
Carte des infrastructures et de l'occupation des sols de la commune en 2018 (CLC).

## Toponymie
Hamberg (1227), Hanberg (1303), Honburg (XVe siècle), Homburg (1722), Hombourg (1793).

## Histoire

### Héraldique
| Blason d'Hombourg | Les armes d'Hombourg se blasonnent ainsi : « D'azur à la lionne en pied d'or allaitant deux lionceaux de même. » |

## Politique et administration
| Période                                  | Période                   | Identité                                        | Étiquette | Qualité                           |
| ---------------------------------------- | ------------------------- | ----------------------------------------------- | --------- | --------------------------------- |
| Les données manquantes sont à compléter. |                           |                                                 |           |                                   |
| mars 1977                                | mars 2008                 | Gilbert Rusch                                   | DVD       | Ambulancier, maire honoraire      |
| mars 2008                                | mars 2014                 | Josiane Zimmermann                              |           | Femme au foyer                    |
| mars 2014                                | En cours (au 31 mai 2020) | Thierry Engasser Réélu pour le mandat 2020-2026 |           | Régisseur d'exploitation agricole |

### Jumelages
Castandet (France) depuis 1982.

## Démographie
L'évolution du nombre d'habitants est connue à travers les recensements de la population effectués dans la commune depuis 1793. Pour les communes de moins de 10 000 habitants, une enquête de recensement portant sur toute la population est réalisée tous les cinq ans, les populations de référence des années intermédiaires étant quant à elles estimées par interpolation ou extrapolation. Pour la commune, le premier recensement exhaustif entrant dans le cadre du nouveau dispositif a été réalisé en 2004.

En 2022, la commune comptait 1 364 habitants, en évolution de +2,71 % par rapport à 2016 (Haut-Rhin : +0,66 %, France hors Mayotte : +2,11 %).
| 1793 | 1800 | 1806 | 1821 | 1831 | 1836 | 1841 | 1846 | 1851 |
| ---- | ---- | ---- | ---- | ---- | ---- | ---- | ---- | ---- |
| 358  | 380  | 479  | 580  | 588  | 526  | 540  | 528  | 564  |

| 1856 | 1861 | 1866 | 1871 | 1875 | 1880 | 1885 | 1890 | 1895 |
| ---- | ---- | ---- | ---- | ---- | ---- | ---- | ---- | ---- |
| 556  | 543  | 552  | 456  | 426  | 425  | 423  | 385  | 361  |

| 1900 | 1905 | 1910 | 1921 | 1926 | 1931 | 1936 | 1946 | 1954  |
| ---- | ---- | ---- | ---- | ---- | ---- | ---- | ---- | ----- |
| 355  | 366  | 369  | 301  | 311  | 298  | 332  | 276  | 1 926 |

| 1962 | 1968 | 1975 | 1982 | 1990 | 1999 | 2004 | 2006 | 2009  |
| ---- | ---- | ---- | ---- | ---- | ---- | ---- | ---- | ----- |
| 769  | 695  | 647  | 840  | 798  | 863  | 888  | 965  | 1 097 |

| 2014  | 2019  | 2022  | - | - | - | - | - | - |
| ----- | ----- | ----- | - | - | - | - | - | - |
| 1 251 | 1 346 | 1 364 | - | - | - | - | - | - |

## Lieux et monuments

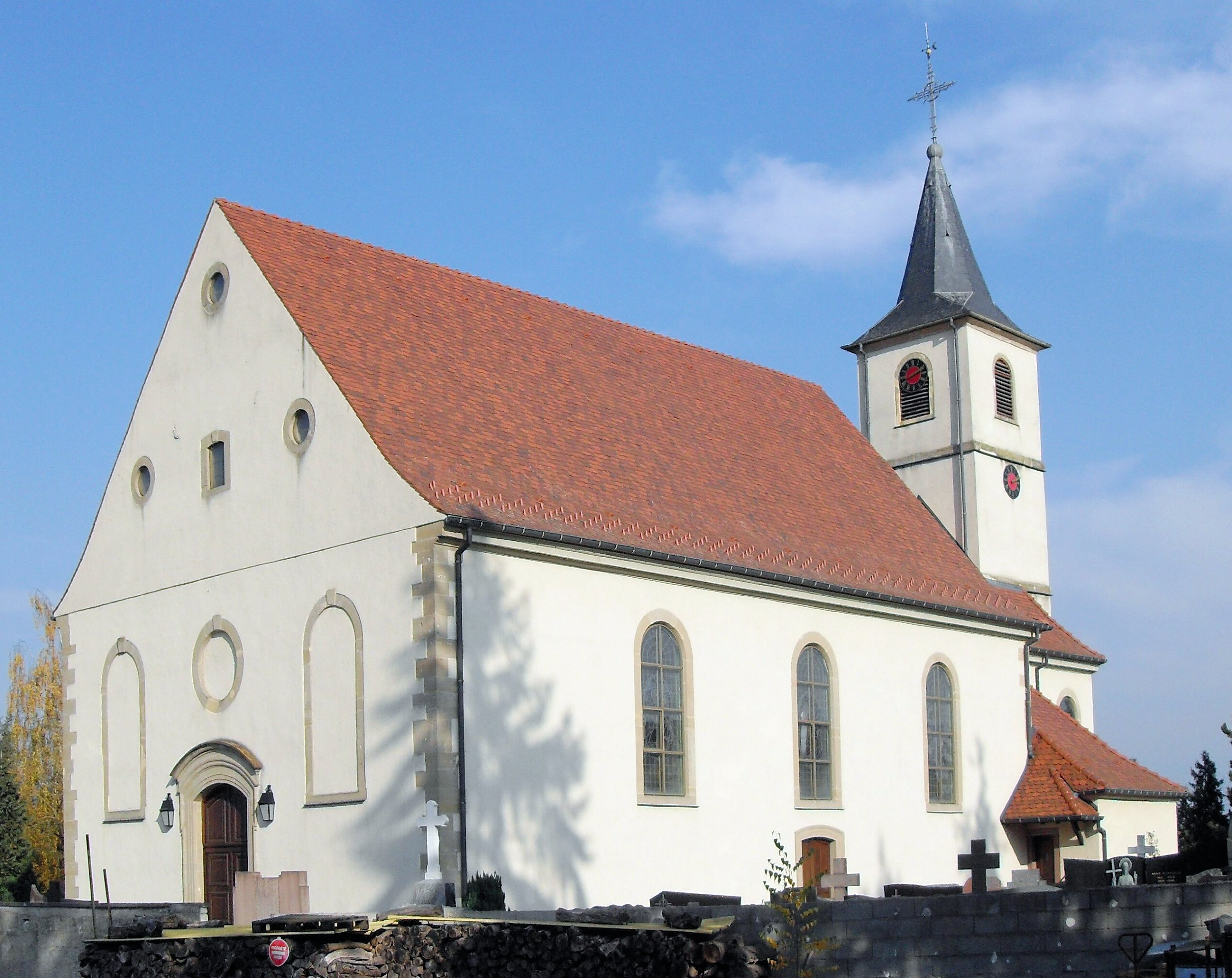
L'église Saint-Nicolas.

### Le domaine de Hombourg
Au XVIIe siècle, le château de Butenheim est abandonné.
La famille d’Andlau s’installa alors à Hombourg où elle construisit un nouvel édifice. Mais elle émigra à Bellingen (Allemagne) lors des troubles révolutionnaires et, en 1792, le château fut pillé et incendié.
Le bien passa ensuite à la famille Mérian de Bâle, puis, dans les années 1820, à l’industriel mulhousien Nicolas Koechlin. Ce dernier fit construire une betteraverie ainsi qu’un pavillon de chasse dans le parc. Il fit également construire une ferme (encore visible de la route à ce jour) pour l’exploitation de ses terres en bordure de la forêt de la Hardt. Il fit des essais de plantation de mûrier puis de betteraves sucrières, les premières en Alsace (1re année de production en 1829). La petite distillerie destinée à la production de sucre existe encore dans le jardin de la ferme.
Vers 1850, le comte de Maupeou hérita de la propriété. Le pavillon de chasse fut agrandi par l’adjonction des ailes nord et sud en 1880 et 1901, puis à nouveau remanié au début du XXe siècle.
En 1922, la famille Burrus, producteur de tabac, acheta le bien et continua l’exploitation du domaine.

### Le château de Burrus

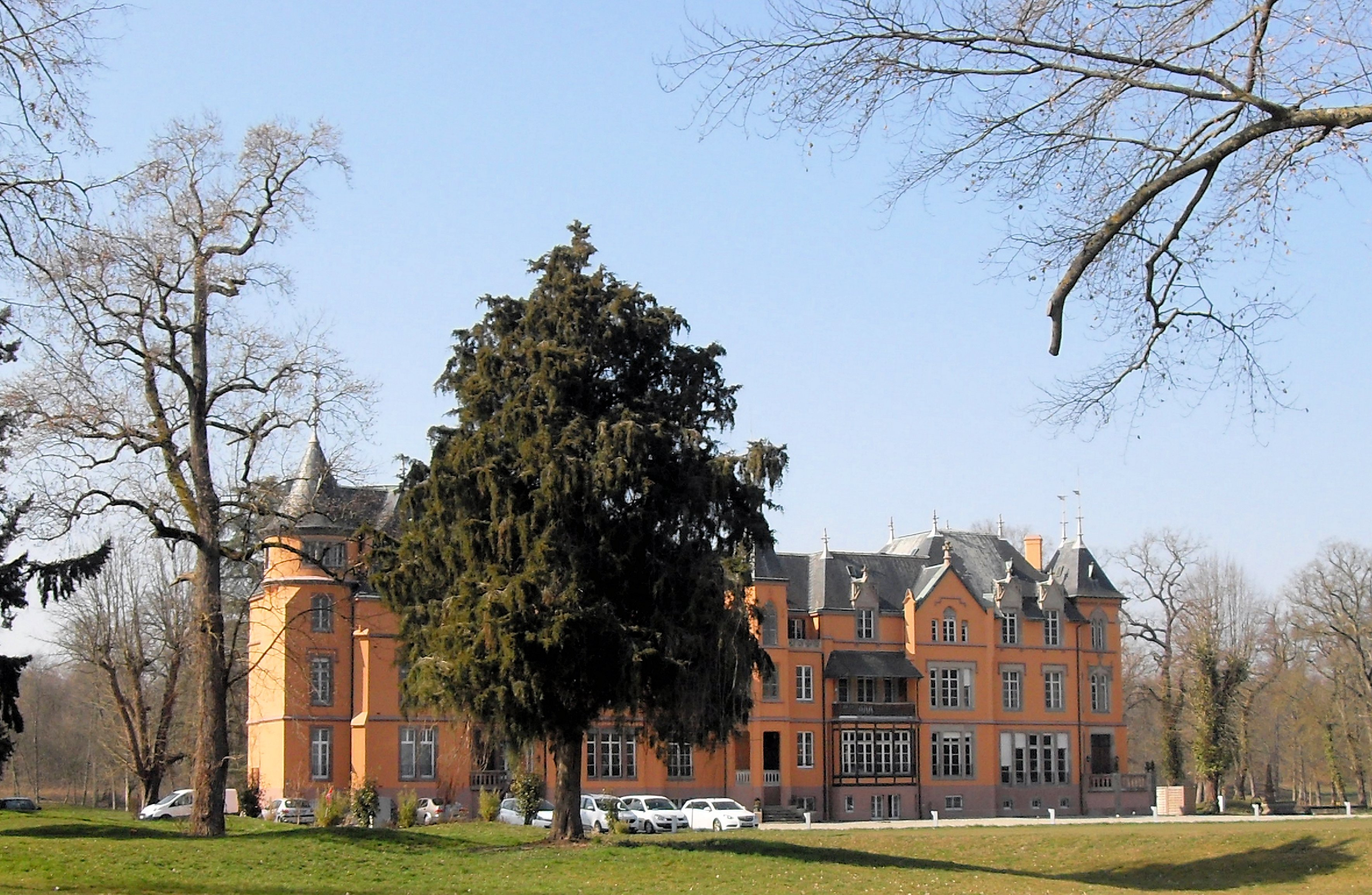
Le château de Hombourg.

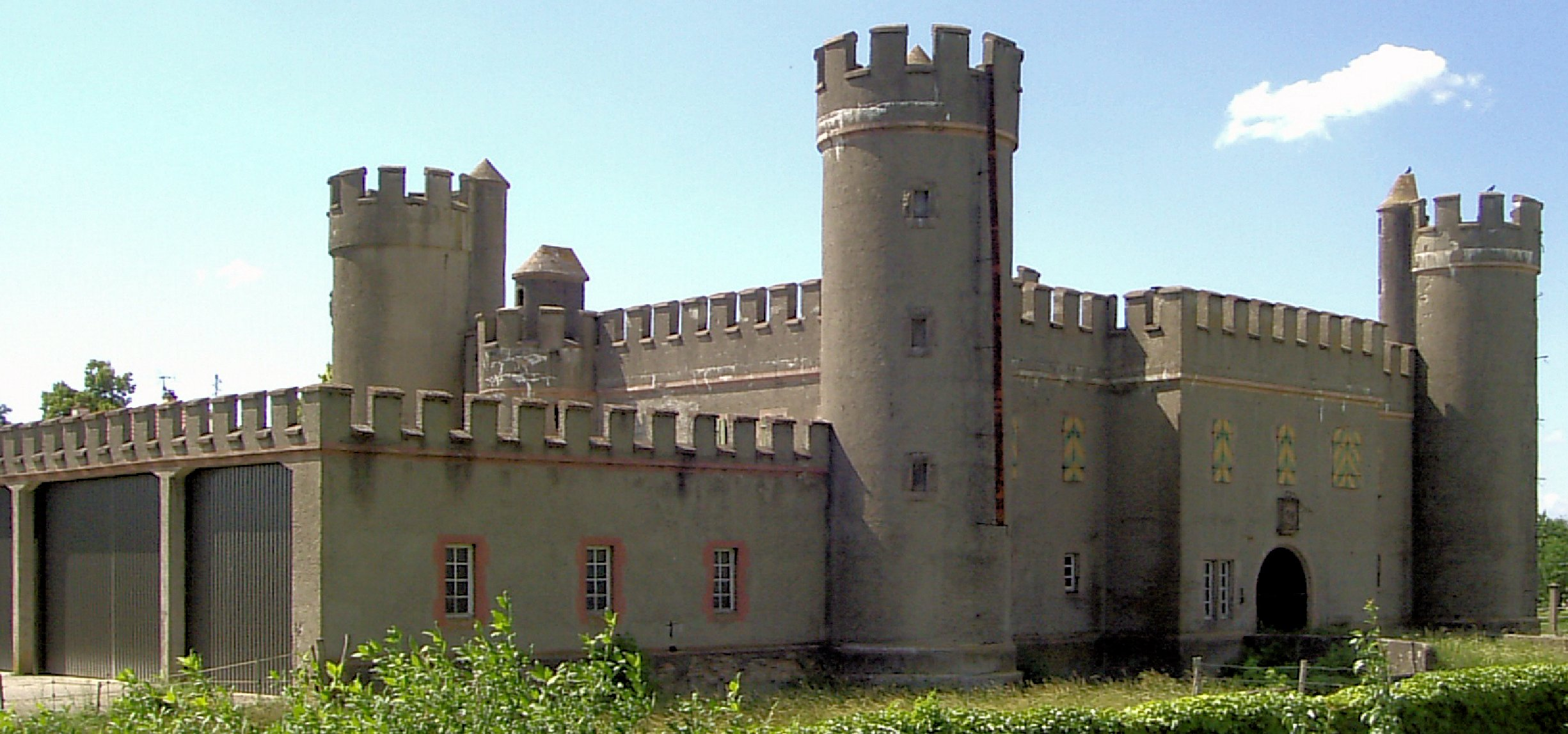
Le château Burrus.

Construit en béton armé tout comme la ligne Maginot qui date de la même époque (1930), cet édifice néo-gothique reprend les plans du château médiéval de manière « idéalisée » : le corps central est flanqué de quatre tours rondes ; le tout est crénelé et entouré d’un fossé d’eau : enfin l’accès se fait par deux faux ponts-levis. Il s’agit en réalité d’une étable très moderne à l’époque, qui pouvait abriter 150 vaches, avec abreuvoirs automatiques, fenil à l’étage, et 4 tours d’angles rondes destinées à l’ensilage des grains. Cette construction originale reflète la passion pour l’histoire et pour l’archéologie de Maurice Burrus, à la fois industriel et homme politique, mécène, philatéliste mondialement connu et collectionneur d’œuvres d’art. Les armes de la famille Burrus, en écu orné d’un taureau, figurent au-dessus des deux portes d‘entrée, accompagnées de la devise « Mille ans avant Milan, Burrus avait déjà mille ans ». Aujourd’hui, la famille s’investit dans la production de chocolat, après le rachat en 1968 de la marque « Schaal » puis, plus récemment, des produits « Marquise de Sévigné ».
Pendant la Seconde Guerre mondiale, le château est occupé par Karl Buck, commandant le camp de Schirmeck. Il y fait travailler des prisonniers polonais.

## Personnalités liées à la commune
- Frédéric-Antoine-Marc, comte d'Andlau de Hombourg (15 avril 1736 - Hombourg (Alsace) ✝ 20 juillet 1820 - Paris), militaire et homme politique français des XVIIIe et XIXe siècles.
- Benoît-Antoine-Frédéric d'Andlau de Hombourg (15 août 1761 - Hombourg (Alsace) ✝ 6 juin 1839 - Eichstädt, royaume de Bavière), frère du précédent, homme d'Église et homme politique français des XVIIIe et XIXe siècles.